# Conan Stevens
Conan Stevens es un actor y escritor australiano, que practicó la lucha libre profesional. Mide 2,13 metros de estatura. Uno de sus papeles más famosos es el del trasgo Bolgo en la película El hobbit: un viaje inesperado (2012). También interpreta a Gregor Clegane, «La Montaña», en la primera temporada de la serie de televisión Juego de tronos, siendo sustituido por el actor Ian Whyte en la segunda temporada.

## Biografía
Stevens nació y creció en la ciudad australiana de Newcastle. Su primera experiencia con la interpretación se produjo a los seis años en una función escolar. Al parecer, sus años en el colegio fueron difíciles por el acoso al que estaba sometido, lo que le llevó, años más tarde, a iniciarse en el mundo del culturismo. A los dieciséis años, después de ver en los cines a Arnold Schwarzenegger en Conan, el destructor, Stevens tomó la determinación de convertirse en estrella del cine de acción. Al terminar el colegio entró en la universidad de su ciudad, que abandonó para entrar en la reserva del Ejército Australiano.
Gracias a su físico, trabajó como portero de clubes nocturnos. En esos años consiguió su primer trabajo como actor tras conocer al cómico Super Hubert, que le ofreció un papel en un espectáculo televisivo. Escogió Conan como nombre artístico por uno de sus compañeros de piso, que en una ocasión le dijo que se parecía a Conan en una escena de la película Conan el Bárbaro. Otro de sus compañeros de piso lo escuchó, y a los pocos días le presentó a una chica como «Conan», quedando como una broma habitual hasta que Stevens decidió adoptar el nombre como suyo. Tras esta experiencia, Stevens se registró en la agencia local de representantes de actores y modelos de Newcastle, participando en el espectáculo teatral Sticky Moments on Tour. Al terminar las representaciones del espectáculo comenzó a trabajar como extra en un programa de televisión, lo que hizo que mucha gente en Newcastle comenzara a reconocerle. En esa época, su compañero de piso le introdujo en la Society of Creative Anachronisms y en el mundo de las representaciones medievales, donde aprendió a fabricar su propia armadura, además de luchar con espada, maza, hacha y escudo.
Años más tarde fue a Sídney, donde conoció a Graeme Murphy, coreógrafo y director de la Sydney Dance Company, que lo incluyó en un espectáculo llamado Berlin, estrenado en 1995 con gran éxito, representándose durante siete temporadas seguidas en el Sydney Opera House y realizando giras por toda Australia y Nueva Zelanda. Stevens recuerda esta época como una de las mejores de su vida, y también como una de las más curiosas e inusuales.
En 199
6, un entrenador de wrestling contactó con Stevens, comenzando su carrera como luchador profesional en el circuito australiano. Curiosamente, su debut como bailarín en la Sydney Dance Company se produjo poco después de que consiguiera su primer título como luchador profesional. También comenzó a realizar numerosos anuncios publicitarios para televisión. Al terminar las representaciones de Berlin con la Sydney Dance Company, y a pesar de que seguía siendo luchador profesional, Stevens consiguió un trabajo como teleoperador en una empresa de internet. 
Cansado y decepcionado tras muchos intentos frustrados de proseguir su carrera como actor, Stevens decidió probar fortuna en el wrestling americano. En 2000, cuando se había comprometido con la cadena norteamericana de televisión TNT para una pequeña gira de combates de lucha libre por Australia, sufrió un accidente que le dañó un nervio de la espalda, lo que acabó con sus aspiraciones de llegar al circuito americano, por lo que decide abandonar la lucha profesional y sus sueños como actor. 
Durante los siguientes cuatro años no tuvo representante ni acudió a ningún casting, hasta que abrió una tienda de ordenadores y recibió una llamada de una agencia de representación para ofrecerle una audición para una película de terror y ciencia ficción Man-Thing. Al año siguiente, en 2005, le ofrecieron un nuevo trabajo en una producción en Tailandia. Stevens cerró su tienda de ordenadores y se trasladó al país asiático donde se convierte en un popular actor de películas de acción, estrenando con gran éxito la comedia de acción Bangkok Adrenaline. 
En 2010 consiguió el papel de Gregor Clegane, «la montaña que cabalga», en la primera temporada de la serie de televisión Juego de tronos, adaptación de la primera novela de la serie literaria Canción de hielo y fuego escrita por George R. R. Martin.
Es miembro de la organización internacional Mensa, que agrupa a personas con un elevado cociente intelectual.

## Filmografía
- Man-Thing (2005)
- The Bodyguard 2 (2007)
- Somtum (2008)
- Drona (2008)
- Chandni Chowk to China (2009)
- Game of Thrones (2 episodios, 2011)
- Spartacus: Vengeance (1 episodio, 2012)
- The Hobbit: An Unexpected Journey (2012)
- The Hobbit: The Battle of the Five Armies (2014)
- Brothers (película de 2015) (2015)